# Gridley, Illinois
Gridley är en ort (village) i McLean County i Illinois. Vid 2020 års folkräkning hade Gridley 1 456 invånare.